# Hakahlíðarfjöll
Hakahlíðarfjöll är en bergskedja i republiken Island. Den ligger i regionen Austurland, 300 km öster om huvudstaden Reykjavík.